# Подземная река

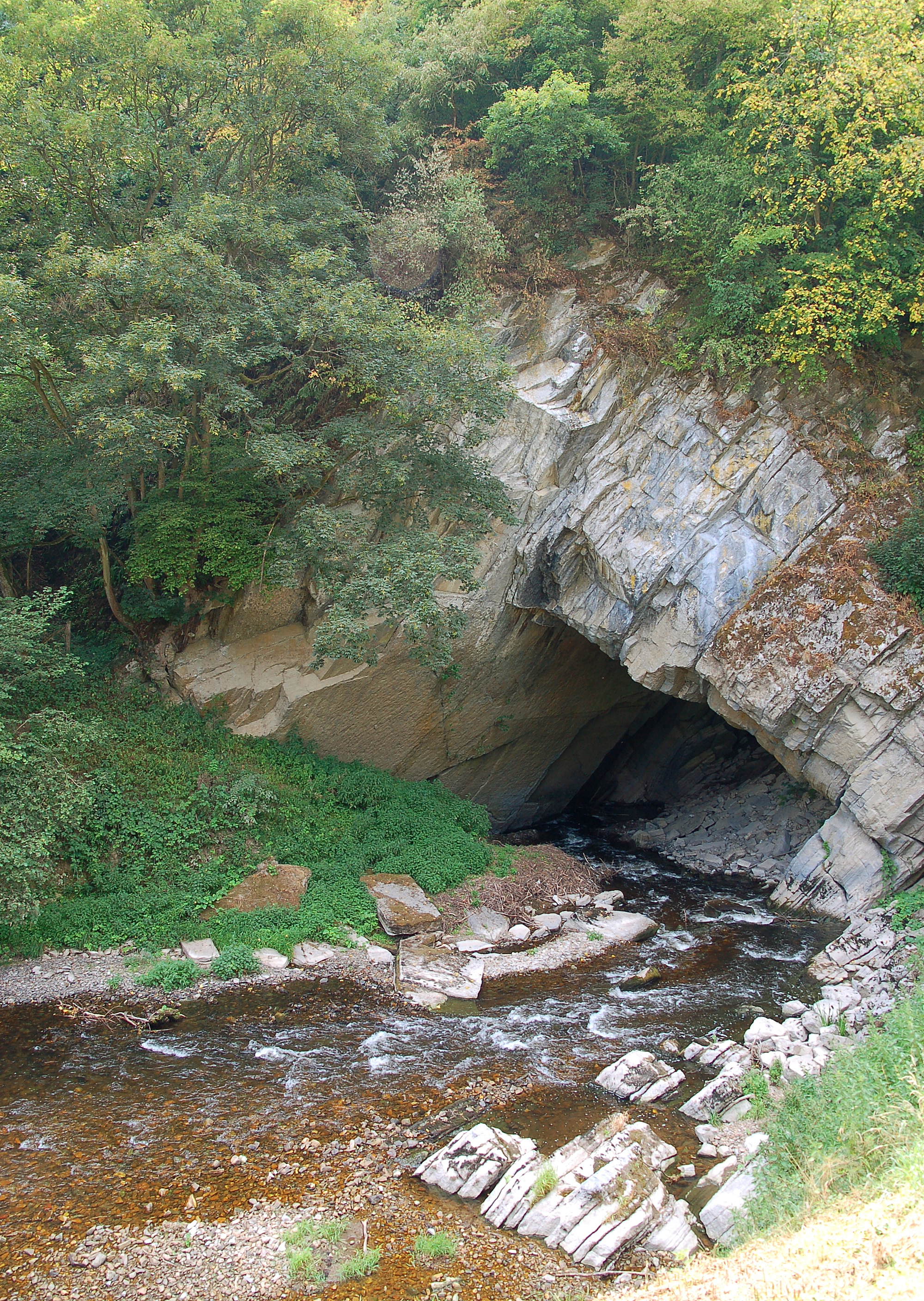
Река Лес уходит в пещеру Ан-сюр-Лес

Подземная река — река (водный поток), протекающая в пещерах, крупных трещинах, других подземных пустотах, чаще всего в карстовых породах. Одна из крупнейших известных подземных рек — Пуэрто-Принсеса. Иногда к подземным рекам относят подземное течение Хамза.
Многие подземные реки протекают под землей лишь частично, выходя на поверхность на некоторых участках и вновь скрываясь под землей.

## В мифологии и литературе
См. подземные реки Аида в греческой мифологии — Стикс, Лета, Ахерон, Кокитос и Флегетон.
Подземная река описана в романе Жюля Верна «Путешествие к центру Земли».